# Elihu Yale
Elihu Yale (5. travnja 1649. – 8. srpnja 1721.) bio je britansko-američki trgovac, trgovac robljem i službenik Istočnoindijske kompanije u Fort St. Georgeu kod kasnijeg Madrasa; jedan od suosnivača sveučilišta Yale, koje je njemu u čast dobilo ime. 
Iako rođen u Massachusettsu, Yale u trećoj godini života s obitelji odlazi u Englesku, a da se u Ameriku više nikad nije vratio. Školovao se u privatnoj školi u Londonu.
1671. počinje raditi za Istočnoindijsku kompaniju, stigavši sljedeće godine u Madras. S prilično nisko pozicioniranog položaja dogurao je do 1687. do guvernera Fort Saint Georgea, ogranak Istočnoindijske tvrtke u Madrasu. Pet godina kasnije tvrtka ga je smijenila s dužnosti, optužujući ga zbog malvarzacija. Ostaje u Madrasu do 1699. godine ali je bio prisiljen platiti novčanu kaznu, no ipak je još uvijek uspio sa sobom ponijeti veliko bogatstvo u Englesku. U Londonu je ušao u trgovinu dijamantima, ali je dobar dio svog vremena i novca posvetio filantropiji. Umro je 1721 i pokopan u Wrexham-u